# 1614
| 1614               |
| ------------------ |
| Dødsfald - Fødsler |
|                    |

| Gregoriansk kalender | 1614 MDCXIV             |
| Ab urbe condita      | 2367                    |
| Armensk kalender     | 1063 ԹՎ ՌԿԳ             |
| Kinesiske kalender   | 4310 – 4311 癸丑 – 甲寅 |
| Etiopisk kalender    | 1606 – 1607             |
| Jødisk kalender      | 5374 – 5375             |
| Hindukalendere       |                         |
| - Vikram Samvat      | 1669 – 1670             |
| - Shaka Samvat       | 1536 – 1537             |
| - Kali Yuga          | 4715 – 4716             |
| Iransk kalender      | 992 – 993               |
| Islamisk kalender    | 1023 – 1024             |

Konge i Danmark: Christian 4. 1588-1648
Se også 1614 (tal)

## Begivenheder

### Juni
- 27. juni - det aftales med Hans van Steenwinkel II, at han skal opføre en "ringrendingsplads" ved Frederiksborg Slot. Ringridning var en af datidens mest yndede idrætter blandt adelen

### Udateret
- Der oprettes en milits på 4000 mand, bestående af selvejerbønder og kronens fæstere. Det er dog svært at skaffe tilstrækkeligt mandskab.
- Sverige indgår i et forbund med Nederlandene og Lübeck
- Christianstad i det østlige Skåne grundlægges.
- Hollænderne køber øen Manhattan af indianerne for 60 gylden, og grundlægger byen Ny Amsterdam, nu kendt som New York
- Med mødet i Kolding i begyndelsen af 1614 med konge, bisper og rigsråder, hvor præsten Oluf Kock dømmes og kryptocalvinismen er besejret i Danmark, står den strengere lutherske ortodoksi med den senere biskop Hans Poulsen Resen som sejrherre indtil slutningen af århundredet hvor mildere vinde blæser med pietismen.

## Født
- 21. september - Bertel Bartholin, dansk professor (død 1690).

## Dødsfald
- 7. april – El Greco, græsk maler (født 1541).